# U 519 (Kriegsmarine)
De U 519 was een type IXC U-boot van de Duitse Kriegsmarine tijdens de Tweede Wereldoorlog. Hij werd gecommandeerd door kapitein-luitenant-ter-zee Günther Eppen. Op 31 januari 1943 werd hij als vermist opgegeven. 

## EindeU 519
De U 519 werd als vermist opgegeven op 31 januari 1943. Er was geen verklaring voor dit verlies. 

## Voorafgaand geregistreerd feit
(Laatste herziening door FDS/NHB en Axel Niestlé gedurende juni 1992).
Hij werd tot zinken gebracht op 10 februari 1943, zuidwestelijk van Ierland, in positie 47° 05′ 0″ NB, 18° 34′ 0″ WL door dieptebommen van een Amerikaans B-24 Liberator-vliegtuig van US.AF Squadron 2/T. Die aanval was eerder tegen de U 752 gericht met in mindere mate toegebrachte schade.